# Edgar Feuchtwanger
Edgar Joseph Feuchtwanger OBE (* 28. September 1924 in München) ist ein deutsch-britischer Historiker.

## Leben
Edgar Feuchtwanger ist der Sohn des Verlegers Ludwig Feuchtwanger. Als Kind lebte er mit seiner Familie in München in der Grillparzerstraße in einer Mietwohnung in der Nähe von Hitlers Münchner Residenz im Prinzregentenplatz 16. Feuchtwanger besuchte die Volksschule und anschließend von 1935 bis 1938 das Maximiliansgymnasium in seiner Heimatstadt. Nach der Reichspogromnacht 1938 wurde sein Vater inhaftiert und kam erst nach sechs Wochen wieder frei. Im Februar 1939 wurde Edgar nach England vorausgeschickt, zwei Monate später folgte die Familie. 1941 wurde ihnen die deutsche Staatsbürgerschaft entzogen.
Feuchtwanger besuchte dort das Winchester College, leistete von 1943 bis 1944 Kriegsdienst und studierte von 1944 bis 1947 am Magdalene College in Cambridge, wo er 1947 promoviert wurde. Ab 1948 lehrte er zunächst in der Erwachsenenbildung und ab 1963 Geschichte an der University of Southampton. Feuchtwanger arbeitet über deutsche und britische Geschichte des 19. und 20. Jahrhunderts. 1981/82 hatte er eine Gastprofessur an der Johann Wolfgang Goethe-Universität Frankfurt am Main inne. Am 1. September 2002 wurde ihm das Bundesverdienstkreuz 1. Klasse verliehen.
Im Jahr 2012 veröffentlichten Feuchtwanger und Bertil Scali seine Erinnerungen an seine Kindheit als jüdisches Kind in München, nur wenige Schritte von Hitler entfernt.

## Schriften (Auswahl)
- Disraeli, democracy and the Tory party conservative leadership and organization after the second reform bill. Clarendon Press, Oxford 1968.
- Prussia: myth and reality. The role of Prussia in German history. London, 1970; deutsche Ausgabe: Preußen. Mythos und Realität. Frankfurt am Main 1972.
- Upheaval and continuity. A century of German history. London 1973, ISBN 0-85496-133-X.
- Gladstone. London 1975.
- Air power in the next generation. London 1979, ISBN 0-333-23609-2.
- The Soviet Union and the Third World. London 1981, ISBN 0-333-28736-3 (zus. mit Peter Nailor).
- Democracy and empire. Britain, 1865–1914. London 1985, ISBN 0-7131-6161-2, ISBN 0-7131-6162-0.
- From Weimar to Hitler. Germany, 1918–33. London 1993.
- Disraeli. Eine politische Biographie. Duncker & Humblot, Berlin 2000.
- Imperial Germany 1850–1918. London 2001, ISBN 0-415-20789-4, ISBN 0-415-20788-6.
- Bismarck. London 2002, ISBN 0-415-21613-3, ISBN 0-415-21614-1.
- Königin Viktoria und ihre Zeit (= Persönlichkeit und Geschichte. Bd. 166). Gleichen/Zürich 2004, ISBN 3-7881-0157-1 (zus. mit Christian Müller).
- Albert and Victoria. The rise and fall of the house of Saxe-Coburg-Gotha. London 2006, ISBN 1-85285-461-8, ISBN 978-1-84725-015-5.
- Erlebnis und Geschichte. Als Kind in Hitlers Deutschland – Ein Leben in England. Berlin, 2010, ISBN 978-3-428-13185-3
- mit Bertil Scali: Hitler, mon voisin. Souvenirs d’un enfant juif. Lafon, Neuilly-sur-Seine 2013. Auf Deutsch: Als Hitler unser Nachbar war. Erinnerungen an meine Kindheit im Nationalsozialismus. Aus dem Französischen von Antje Peter. Siedler, München 2014, ISBN 978-3-8275-0038-0.
- Anja Tuckermann (Hrsg.), Edgar Feuchtwanger, Antonia Cox: Kinderbriefe aus dem Exil. Edgar Feuchtwanger in England 1939. Duncker & Humblot, Berlin 2024.